# Týniště (powiat Pilzno Południe)
Týniště – gmina w Czechach, w powiecie Pilzno Południe, w kraju pilzneńskim. Według danych z dnia 1 stycznia 2014 liczyła 49 mieszkańców.